# Wick (circonscription du Parlement d'Écosse)
Pour les articles homonymes, voir Wick.
Wick dans le Caithness était un Burgh royal qui a élu un Commissaire au Parlement d'Écosse et à la Convention des États.
Après les Actes d'Union de 1707, Wick, Dingwall, Dornoch, Kirkwall et Tain ont formé le district de Tain, envoyant un membre à la Chambre des communes de Grande-Bretagne.

## Liste des commissaires de burgh
- 1661: William McBaith, marchand-bourgeois[1]
- 1665 convention, 1667 convention, 1669–74: aucune représentation
- 1678 convention, 1681–82, 1685–86: Alexander Manson, marchand, bailli[2]
- 1690–1701: Sir Archibald Sinclair[3],[4]
- 1702–07: Robert Fraser[5]